# Кристенсен, Харальд
Йенс Харальд Кристенсен (дат. Jens Harald Christensen, 4 января 1884 — 8 августа 1959), впоследствии известный как Харольд Майк Ховард (англ. Harold Mike Howard) — датский и американский борец греко-римского стиля, чемпион мира и Европы.

## Биография
Родился в 1884 году в Копенгагене. В 1907 году стал серебряным призёром неофициального чемпионата Европы, в том же году выиграл чемпионат мира. В 1908 году стал бронзовым призёром чемпионата мира, но на Олимпийских играх в Лондоне занял лишь 17-е место. В 1909 году выиграл неофициальный чемпионат Европы. В 1910 году стал бронзовым призёром чемпионата мира и неофициального чемпионата Европы. В 1911 году выиграл первый в истории официальный чемпионат Европы. В 1912 году принял участие в Олимпийских играх в Стокгольме, но неудачно. В 1913 году стал серебряным призёром неофициального чемпионата Европы.
В 1915 году эмигрировал в США, где стал известен как Харольд Майк Ховард. В 1921—1952 годах работал тренером в Айовском университете.